# Przysłop Witowski
Przysłop Witowski (słow. Príslop, 1164 m) – szczyt Orawicko-Witowskich Wierchów (część Pogórza Spisko-Gubałowskiego). Jest najbardziej wysuniętym na południe szczytem w grani głównej Orawicko-Witowskich Wierchów, znajduje się pomiędzy położonymi już w Tatrach Siwiańskimi Turniami (1065 m), od których oddzielony jest szeroką i rozległą przełęczą Brama Orawska (962 m) a Magurą Witowską (1232 m). Około 50 m na południowy zachód od wierzchołka Przysłopu przebiega granica polsko-słowacka (słupek II/265). Południowe stoki Magury Witowskiej opadają do Doliny Cichej Orawskiej, a spływające z nich potoki zasilają Cichą Wodę Orawską, północne do doliny Czarnego Dunajca, wschodnie do potoku uchodzącego do Czarnego Dunajca. W północnym kierunku odchodzi od Przysłopu Witowskiego opadający do doliny Czarnego Dunajca grzbiet Hurchociego Wierchu.
Przez grzbiet Przysłopu Witowskiego (ale nie dokładnie wzdłuż granicy polsko-słowackiej, lecz nieco na wschód od niej) przebiega europejski dział wodny pomiędzy zlewiskami Morza Czarnego i Bałtyku. 
Góra jest zalesiona, jednakże po polskiej stronie znajduje się na niej wiele dużych i nadal użytkowanych polan z szałasami. Są to: Polana Przysłop, Koszarzyska (lub Kosarzyska), Cicha Polana, Zdychałówka, Krzystkówka, Szczurówka, Mnichówka, Urchoci Wierch
W słowackim podziale fizyczno-geograficznym Przysłop Witowski zaliczany jest do Skoruszyńskich Wierchów.

## Szlaki turystyczne
Witów – Mnichówka – Hurchoci Wierch – Przysłop Witowski – Magura Witowska (szczyt). Czas przejścia na Przysłop Witowski 2h, ↓ 1:25 h